# 교수님을 빚는 중
《교수님을 빚는 중》은 매주 월요일 서아가 다음 웹툰에서 연재하는 웹툰이다.